# Boyd Atkins

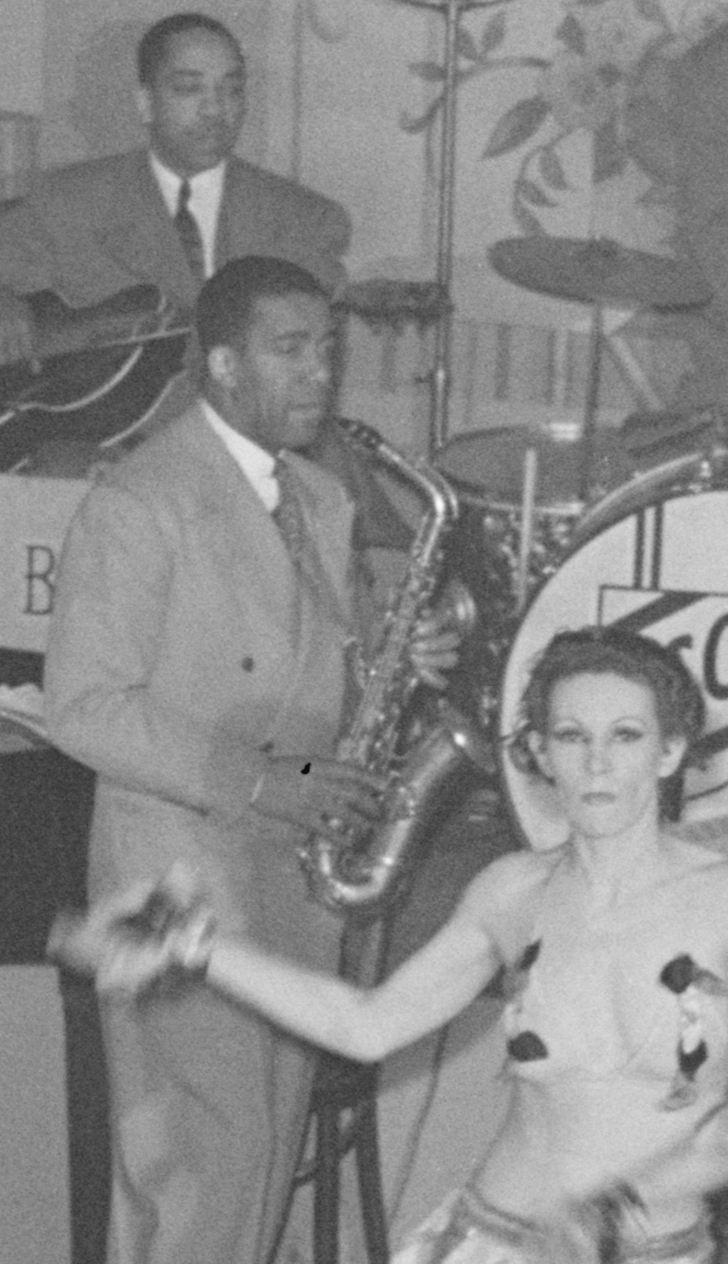
Boyd Atkins in Daves Cafe, Chicago, 1941

Boyd Atkins (New Orleans, 1900 - ?) was een Amerikaanse jazz- en bluesmuzikant. Hij speelde klarinet, saxofoon en viool en was componist en arrangeur.
Atkins begon zijn muzikale carrière aan het eind van de jaren tien in de band van Fate Marable, die optrad op schepen op de Mississippi. Begin jaren twintig maakte hij deel uit van de jazzscene van Saint Louis, waar hij werkte in de band van Dewey Jackson. Daarna trok hij naar Chicago, waar hij een eigen band had, waarin onder meer Kid Ory speelde. Ook werkte hij met pianist Earl Hines en Carroll Dickerson. In 1927 werd hij lid van de Stompers van Louis Armstrong die in Sunset Cafe optrad. Armstrongs band speelde er onder meer Atkins compositie Heebie Jeebies (samen geschreven met Connee Boswell). Ook had Atkins een eigen groep, the Firecrackers.
Tussen 1931 en 1934 speelde hij met Eli Rice, daarna was hij in Minneapolis leider van een band, die ook in de beroemde Cotton Club optrad. In 1940 was hij lid van de Society Swingsters, die speelden in Peoria. In de jaren vijftig werkte hij voornamelijk als arrangeur. Ook speelde hij met bluesmuzikanten als Elmore James en Magic Sam.